# Presidenti della Provincia di Firenze
Elenco dei presidenti dell'amministrazione provinciale di Firenze.

## Regno d'Italia (1861-1946)

### Presidenti del Consiglio dipartimentale
- Luigi Guglielmo Cambray-Digny (1860-1865)

### Presidenti del Consiglio provinciale (1865-1926)
- Ubaldino Peruzzi (1865-1870)
- Luigi Guglielmo Cambray-Digny (1870-1878)
- Ferdinando Andreucci (1878-1888)
- Tommaso Corsi (1888-1889)
- Paolo Onorato Vigliani (1889-1896)
- Piero Puccioni (1896-1898)
- Tommaso Corsini (1898-1919)
- Gismondo Morelli Gualtierotti (1919-1920)
- Eugenio Niccolini (1920)
- Giulio Masini (1920-1921)
- Luigi Frontini (1921-1922)
- Giovanni Pelli Fabbroni (1923-1926)

### Presidenti della Deputazione provinciale (1889-1926)
| Nº | Nº | Ritratto | Nome                   | Mandato | Mandato | Partito                     |
| Nº | Nº | Ritratto | Nome                   | Inizio  | Fine    | Partito                     |
| -- | -- | -------- | ---------------------- | ------- | ------- | --------------------------- |
| 1  |    |          | Piero Puccioni         | 1889    | 1892    | ?                           |
| 2  |    |          | Niccolò Onofrio Nobili | 1892    | 1900    | ?                           |
| 3  |    |          | Antonio Del Pela       | 1900    | 1902    | ?                           |
| 4  |    |          | Carlo Municchi         | 1902    | 1906    | ?                           |
| 5  |    |          | Antonio Carpi          | 1906    | 1907    | ?                           |
| 6  |    |          | Vittorio Calosi        | 1907    | 1909    | ?                           |
| 7  |    |          | Annibale Rellini       | 1909    | 1911    | ?                           |
| 8  |    |          | Alessandro Malenchini  | 1911    | 1919    | ?                           |
| 9  |    |          | Sebastiano Del Buono   | 1920    | 1921    | Partito Socialista Italiano |
| 10 |    |          | Giuseppe Pennella      | 1921    | 1922    | ?                           |
| –  |    |          | Emanuele Vivorio       | 1922    | 1923    | Commissario straordinario   |
| 11 |    |          | Angiolo Badiani        | 1924    | 1926    | Partito Nazionale Fascista  |
| –  |    |          | Angiolo Badiani        | 1927    | 1929    | Commissario straordinario   |

### Presidi del Rettorato (1926-1944)
| Nº | Nº | Ritratto | Nome                  | Mandato | Mandato | Partito                    |
| Nº | Nº | Ritratto | Nome                  | Inizio  | Fine    | Partito                    |
| -- | -- | -------- | --------------------- | ------- | ------- | -------------------------- |
| 1  |    |          | Angiolo Badiani       | 1926    | 1934    | Partito Nazionale Fascista |
| 2  |    |          | Diego Sanesi          | 1934    | 1942    | Partito Nazionale Fascista |
| 3  |    |          | Giovanni Ginori Conti | 1942    | 1943    | Partito Nazionale Fascista |

## Italia repubblicana (1946-2014)

### Presidenti della Deputazione provinciale (1944-1951)
| Nº | Nº | Ritratto | Nome                  | Mandato | Mandato | Partito                    |
| Nº | Nº | Ritratto | Nome                  | Inizio  | Fine    | Partito                    |
| -- | -- | -------- | --------------------- | ------- | ------- | -------------------------- |
| 1  |    |          | Mario Augusto Martini | 1944    | 1945    | Democrazia Cristiana       |
| 2  |    |          | Ezio Donatini         | 1945    | 1948    | Democrazia Cristiana       |
| 3  |    |          | Fosco Frizzi          | 1948    | 1948    | Partito Comunista Italiano |
| 4  |    |          | Mario Tanini          | 1948    | 1951    | Democrazia Cristiana       |

### Presidenti della Provincia

#### Eletti dal Consiglio provinciale (1951-1995)
| Nº | Nº   | Ritratto | Nome             | Mandato | Mandato | Partito                     | Elezione                   |
| Nº | Nº   | Ritratto | Nome             | Inizio  | Fine    | Partito                     | Elezione                   |
| -- | ---- | -------- | ---------------- | ------- | ------- | --------------------------- | -------------------------- |
| 1  |      |          | Mario Fabiani    | 1951    | 1956    | Partito Comunista Italiano  | 1951                       |
| 1  | 1956 | 1960     | Mario Fabiani    | 1956    |         | Partito Comunista Italiano  |                            |
| 1  | 1960 | 1962     | Mario Fabiani    | 1960    |         | Partito Comunista Italiano  |                            |
| 2  |      |          | Elio Gabbuggiani | 1960    | 1962    | 1964                        | Partito Comunista Italiano |
| 2  | 1964 | 1970     | Elio Gabbuggiani | 1964    |         |                             | Partito Comunista Italiano |
| 3  |      |          | Luigi Tassinari  | 1970    | 1975    | Partito Comunista Italiano  | 1970                       |
| 4  |      |          | Franco Ravà      | 1975    | 1980    | Partito Socialista Italiano | 1975                       |
| 5  |      |          | Renato Righi     | 1980    | 1981    | Partito Socialista Italiano | 1980                       |
| 6  |      |          | Oublesse Conti   | 1981    | 1985    | Partito Comunista Italiano  | 1980                       |
| 7  |      |          | Alberto Brasca   | 1985    | 1990    | Partito Comunista Italiano  | 1985                       |
| 8  |      |          | Mila Pieralli    | 1990    | 1995    | Partito Comunista Italiano  | 1990                       |

#### Elezione diretta (1995-2014)
| Nº | Ritratto       | Ritratto       | Nome             | Mandato                              | Mandato          | Partito                                 | Coalizione                              | Elezione |
| Nº | Ritratto       | Ritratto       | Nome             | Inizio                               | Fine             | Partito                                 | Coalizione                              | Elezione |
| -- | -------------- | -------------- | ---------------- | ------------------------------------ | ---------------- | --------------------------------------- | --------------------------------------- | -------- |
| 9  |                |                | Michele Gesualdi | 24 aprile 1995                       | 14 giugno 1999   | Partito Popolare Italiano La Margherita | L'Ulivo (PDS-PdD-FdV FL-LN-PRI-PPI-FdL) | 1995     |
| 9  | 14 giugno 1999 | 25 giugno 2004 | Michele Gesualdi | L'Ulivo (DS-Dem-PdCI PPI-FdV-RI-SDI) | 1999             | Partito Popolare Italiano La Margherita |                                         |          |
| 10 |                |                | Matteo Renzi     | 25 giugno 2004                       | 8 giugno 2009    | La Margherita Partito Democratico       | L'Unione (DS-DL-PdCI FdV-SDI-IdV)       | 2004     |
| 11 |                |                | Andrea Barducci  | 8 giugno 2009                        | 31 dicembre 2014 | Partito Democratico                     | PD-IdV-SEL                              | 2009     |